# Mordechaj Jaffe
Mordechaj ben Abraham Jaffe, též Joffe, Yaffe nebo Levuš (hebrejsky מרדכי בן אברהם יפה‎‎‎; mezi 1530 a 1535 Praha – 7. března 1612 Poznaň) byl rabín, roš ješiva, posek a významný renesanční učenec. Jeho nejznámějším dílem je desetidílný halachický kodex Levuš malchut. V hebrejštině je znám podle svého nejznámějšího díla jakožto „Levuš“ nebo „Ba'al ha-Levušim“.

## Život a dílo
Narodil se někdy mezi lety 1530 a 1535 v pražském židovském městě, jeho předky údajně byli Raši, Hilel, Elnatan a dokonce i král David. Studoval v Polsku u dvou nejvýznamnějších aškenázských halachistů té doby, u Šeloma Lurii a Mošeho Isserlese, na jehož popud se věnoval patrně také studiu astronomie, filozofie a matematiky. Za svého učitele kabaly označuje Matitjáše Delacruta. Po studiích se vrátil do Prahy, kde působil jako roš ješiva, děkan místní rabínské akademie, a po své svatbě začal pracovat na svém prvním dílu, poznámkách k suprakomentáři k Rašiho komentáři Tóry. V Praze působil až do vypovězení Židů z Čech roku 1561. Jaffe odešel do Benátek, kde se věnoval studiu astronomie (1561–71). V roce 1572 byl zvolen rabínem v Grodnu, kde působil až do roku 1588. Poté přešel jako nový úřadující rabín do Lublinu. Zde se z něj stal jeden z vedoucích představitelů tzv. Sněmu čtyř zemí (Va'ad arba aracot), což byla nejvyšší židovská organizace v rámci Polsko-litevské unie. Posléze přijal nabídku na rabinát v Kremenci, odkud se r. 1592 nastoupil jako vrchní rabín (av bejt-din) v Praze namísto Maharala, který odcházel do Poznaně. V roce 1599 si s Maharalem opět vyměnili působiště: Maharal se vrátil do Prahy a Jaffe se stal vrchním rabínem Poznaně. V této pozici setrval posledních třináct let svého života (1599–1612), až do své smrti.
Kromě studia Tóry, Talmudu, učitelské a publikační činnosti se věnoval komunálním záležitostem. Velmi často navštěvoval trhy v Jarosławi a v Lublinu, kam se sjíždeli rabíni a čelní představitelé židovských obcí, aby zde diskutovali o všednodenních záležitostech týkajících se Židů v polskolitevském soustátí. Tato setkání vlastně položila základ Sněmu čtyř zemí a Litevskému sněmu.